# Историко-биологические исследования (журнал)
«Историко-биологические исследования» (англ. Studies in the History of Biology) — российский научный журнал, посвящённый истории биологии и смежным дисциплинам. Некоммерческое научное рецензируемое периодическое издание было основано в 2009 году. Выходит в издательстве «Нестор-История»
Журнал выходит 4 раза в год. Публикует научные историко-биологические исследования на русском и английском языках по истории биологических наук, биографии учёных, анализ развития научных школ и направлений. Статьи и сообщения описывают прошлое и помогают понять современное состояние биологии, её перспективы и проблемы. Исследования также важны для образования, помогая студентам и учёным лучше понять корни и принципы биологической науки.

## История
Журнал «Историко-биологические исследования» издаётся с 2009 года. Он стал первым в России научным журналом со специализацией в области истории биологии. До него выходили серийные сборники: «История биологических наук», «Из истории биологических наук», «Из истории биологии», «Историко-биологические исследования»
Основан при участии Санкт-Петербургского филиала Института истории естествознания и техники им. С. И. Вавилова РАН, в редколлегию входят учёные из многих научных учреждений.
Первым главным редактором журнала был Колчинский, Эдуард Израилевич.

## Рубрики журнала
Основная тематика журнала включает:
- историю биологии,
- эволюционное учение,
- развитие генетики,
- историю медицины и экологии,
- биографии выдающихся биологов.

Основные разделы:
- Исследования по истории биологии
- Публикации документов
- Научная жизнь, хроника
- Рецензии и отзывы
- Персоналии (юбилеи, некрологи)

## Редакционная коллегия
В состав редколлегии входят ведущие российские и зарубежные историки науки, биологи и философы науки, среди них:
- Шалимов, Сергей Викторович — Главный редактор
- Ермолаев, Андрей Игоревич
- Фандо, Роман Алексеевич
- Инге-Вечтомов, Сергей Георгиевич
- Рожнов, Сергей Владимирович
- Гончаров, Николай Петрович
- Оноприенко, Валентин Иванович

## Индексирование
Журнал входит в список ВАК (Высшей аттестационной комиссии) как рецензируемое научное издание.
Также индексируется в:
- Российский индекс научного цитирования (РИНЦ)[7]
- Istoriko-Biologicheskie Issledovaniya в ERIH PLUS
- Istoriko-biologicheskie issledovaniya (Studies in the History of Biology) в Mir@bel
- Digital object identifier — DOI префикс: 10.24411/2076-8176
- Google Scholar.